# Ґронсько
Ґронсько (пол. Grońsko, нім. Kreuzberg) — село в Польщі, у гміні Львувек Новотомиського повіту Великопольського воєводства. Населення — 440 осіб (2011).
У 1975—1998 роках село належало до Познанського воєводства.

## Демографія
Демографічна структура станом на 31 березня 2011 року:
|          | Загалом | Допрацездатний вік | Працездатний вік | Постпрацездатний вік |
| -------- | ------- | ------------------ | ---------------- | -------------------- |
| Чоловіки | 215     | 47                 | 146              | 22                   |
| Жінки    | 225     | 57                 | 122              | 46                   |
| Разом    | 440     | 104                | 268              | 68                   |